# Улица Красная Сосна
У́лица Кра́сная Сосна́ — улица на северо-востоке Москвы в Ярославском районе Северо-Восточного административного округа у Ярославского шоссе.
Название бывшего посёлка Красная Сосна (отражающее его нахождение в сосновом бору — «краснолесье») распространилось в конце 1920-х годов на 18 номерных линий-улиц (линии Красной Сосны). Бо́льшая их часть исчезла в ходе реконструкции, а 10-я линия в 1986 году стала улицей Красная Сосна.

## Расположение

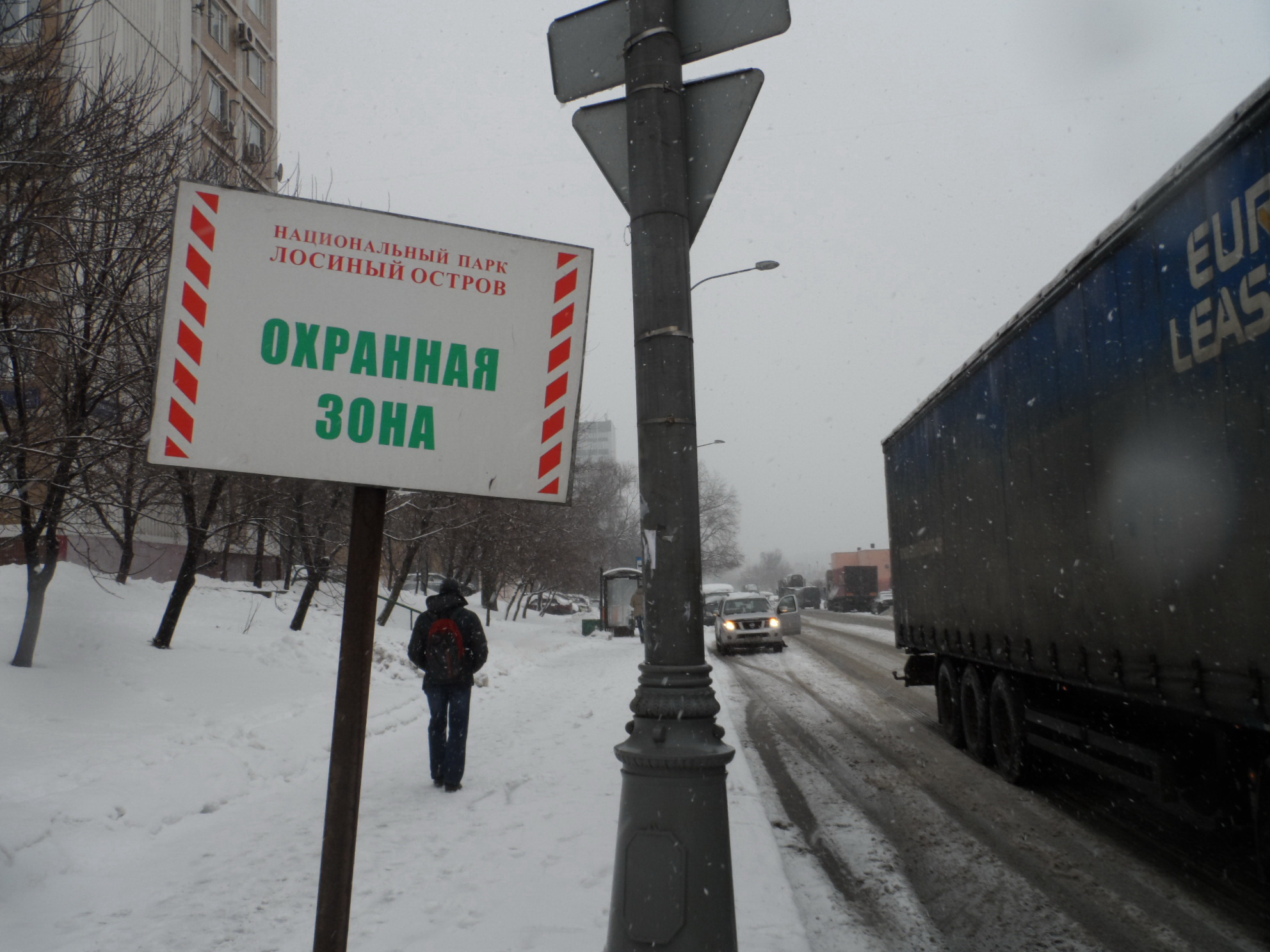
Предупредительный знак в охранной зоне
на улице Красная Сосна у Ярославского шоссе

Улица Красная Сосна — первая улица, пересекающая Ярославское шоссе после Северянинского путепровода. Проходит с северо-запада на юго-восток, начинается от железной дороги у 6-й линии Красной Сосны, пересекает Ярославское шоссе в охранной зоне Лосиного острова и заканчивается у 12-й линии Красной Сосны. Частично проходит вдоль границы Лосиного острова.

## Линии Красной Сосны
В настоящее время из 18 линий Красной Сосны остались 6-я и 8-я линии, которые находятся слева от Ярославского шоссе, 10-я (собственно улица Красная Сосна) и 12-я линия — справа от шоссе.

## Общественный транспорт
По улице проходит автобус 834 (ВДНХ (главный Вход) — Улица Красная Сосна).

## В художественной литературе
Улица Красная Сосна упоминается у Сергея Лукьяненко в его романе «Конкуренты»:
 … запишут данные с твоих слов… Иван Васильевич Нечипоренко, проживающий на улице Красной Сосны, дом три, квартира девяносто.

— А кто там живёт?

— Откуда мне знать? — усмехнулась Лена. — Я даже не уверена, что этот дом жилой.